# Dōkan Ōta
Dōkan Ōta (太田  道灌, Ōta Doukan, 1432 - 1486), nascido como Sukenaga Ōta (太田資長, Ōta Sukenaga), foi um samurai japonês. Nasceu em uma família feudal de daimyō, descendentes de Minamoto no Yorimasa. Serviu como vassalo da rama Ōgigayatsu na família Uesugi. Ōta Dōkan teve fama de haver tido uma excelente estratégia militar. Foi executado depois de ser acusado de deslealdade para com a família Uesugi, quando esta passava por um período de conflitos internos. É reconhecido por haver construído o Castelo Edo, em 1457.